# Избори за председника Руске Федерације 2018.
Избори за председника Руске Федерације су одржани 18. марта. 2018 године.
На изборима је учествовало осам кандидата, а убедљиву победу је однео Владимир Путин, независни кандидат, за кога је гласало 76,67% грађана Русије.

## Кандидати
Кандидати на изборима су:
- кандидат Свенародног савеза Русије Сергеј Бабурин,
- кандидат Комунистичке партије Павел Грудинин,
- кандидат Либерално-демократске партије Владимир Жириновски,
- кандидат Независни Владимир Путин,
- кандидат грађанске иницијативе Ксенија Собчак,
- кандидат комуниста Русије Максим Сурајкин,
- кандидат партије раста Борис Титов,
- кандидат Јаблока Григориј Јавлински.

## Изборни резултат
| Место                   | Кандидати               | Гласови    | %      |
| ----------------------- | ----------------------- | ---------- | ------ |
| 1.                      | Владимир Путин          | 56.411.688 | 76,69  |
| 2.                      | Павел Грудинин          | 8.659.052  | 11,77  |
| 3.                      | Владимир Жириновски     | 4.155.022  | 5,65   |
| 4.                      | Ксенија Собчак          | 1.237.692  | 1,68   |
| 5.                      | Григориј Јавлински      | 769.618    | 1,05   |
| 6.                      | Борис Титов             | 556.829    | 0,76   |
| 7.                      | Максим Сурајкин         | 499.306    | 0,68   |
| 8.                      | Сергеј Бабурин          | 478.937    | 0,65   |
| Против свих             |                         |            |        |
| Неважећи гласови        | Неважећи гласови        | 790.788    | 1,08   |
| Укупна излазност 67,49% | Укупна излазност 67,49% | 73.558.932 | 100,00 |

## Реакције
НР Кина је била Прва светска сила која је реаговала на изборне резултате, рекавши да треба појачати везе са Русијом на "виши ниво".
Западна реакција на изборне резултате била је углавном пригушена пошто су избори дошли у време повећаних тензија између Запада и Русије због тровања Сергеја и Јулије Скрипаља (бивших двоструких обавештајаца), и текуће истраге САД о наводном мешању Русије на изборима Сједињених Државама 2016. и низ других питања. Француска и Немачка признале су Путинову победу, честитајући Путину свој нови шестогодишњи мандат. Два дана касније победу су честитали Доналд Трамп и Жан Клод Јункер
ОЕБС је изјавио да су избори у Русији начелно протекли добро, упркос „недостатку истинске конкуренције” и неправилности у циљу већег одзива.
Главни посматрач Шангајске организације за сарадњу описао је изборе као "транспарентне, кредибилне, демократске", одржане у мирном окружењу.
Ела Памфилова, шеф Централне изборне комисије, рекла је да нема озбиљних повреда, а они који су укључени у кршења избора ће бити ухваћени и кажњени, рекла је да је Путинов ниво подршке показао да се друштво ујединило у односу на притисак из иностранства.